# Edificios del parlamento canadiense

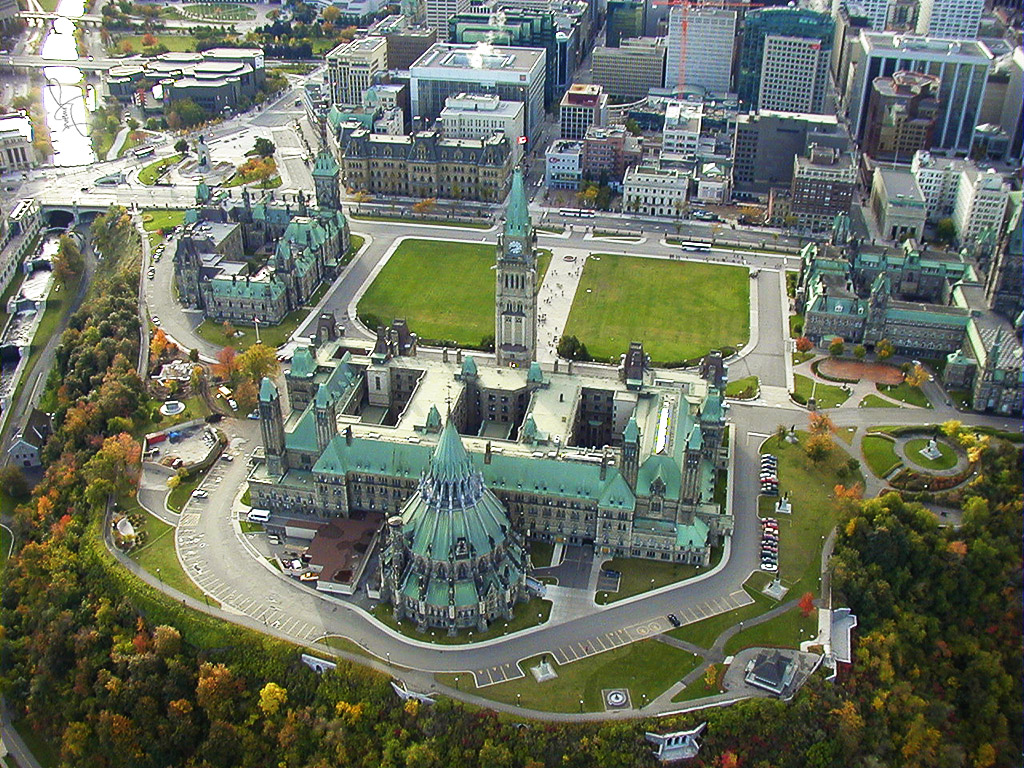
Vista aérea de los edificios del parlamento canadiense desde el norte

Los edificios del parlamento canadiense son los edificios del parlamento que albergan el parlamento de Canadá, ubicados en Parliament Hill, Ottawa, Ontario, Canadá.

## Edificios del parlamento
Los edificios del Parlamento son tres edificios dispuestos alrededor de tres lados del jardín central de la colina del Parlamento, el uso y la administración de los espacios dentro de cada edificio supervisado por los oradores de cada cámara de la legislatura. El bloque central (terminado en 1927, sustituyó al original de 1866, devastado por un incendio) alberga las cámaras del Senado y de los Comunes, y está precedido por la Torre de la Paz en la fachada sur, con la Biblioteca del Parlamento (terminada en 1876) en la parte trasera del edificio. El Bloque Este (terminado en 1866) y el Bloque Oeste (terminado en 1865) albergan sendos despachos de ministros y senadores, así como salas de reuniones y otros espacios administrativos.
El estilo unificador de las tres estructuras es el Gótico Revival, aunque el Bloque Central es un Gótico Revival más moderno, mientras que los Bloques Este y Oeste, más antiguos, son de un Alto Gótico Victoriano.

## Arquitectura

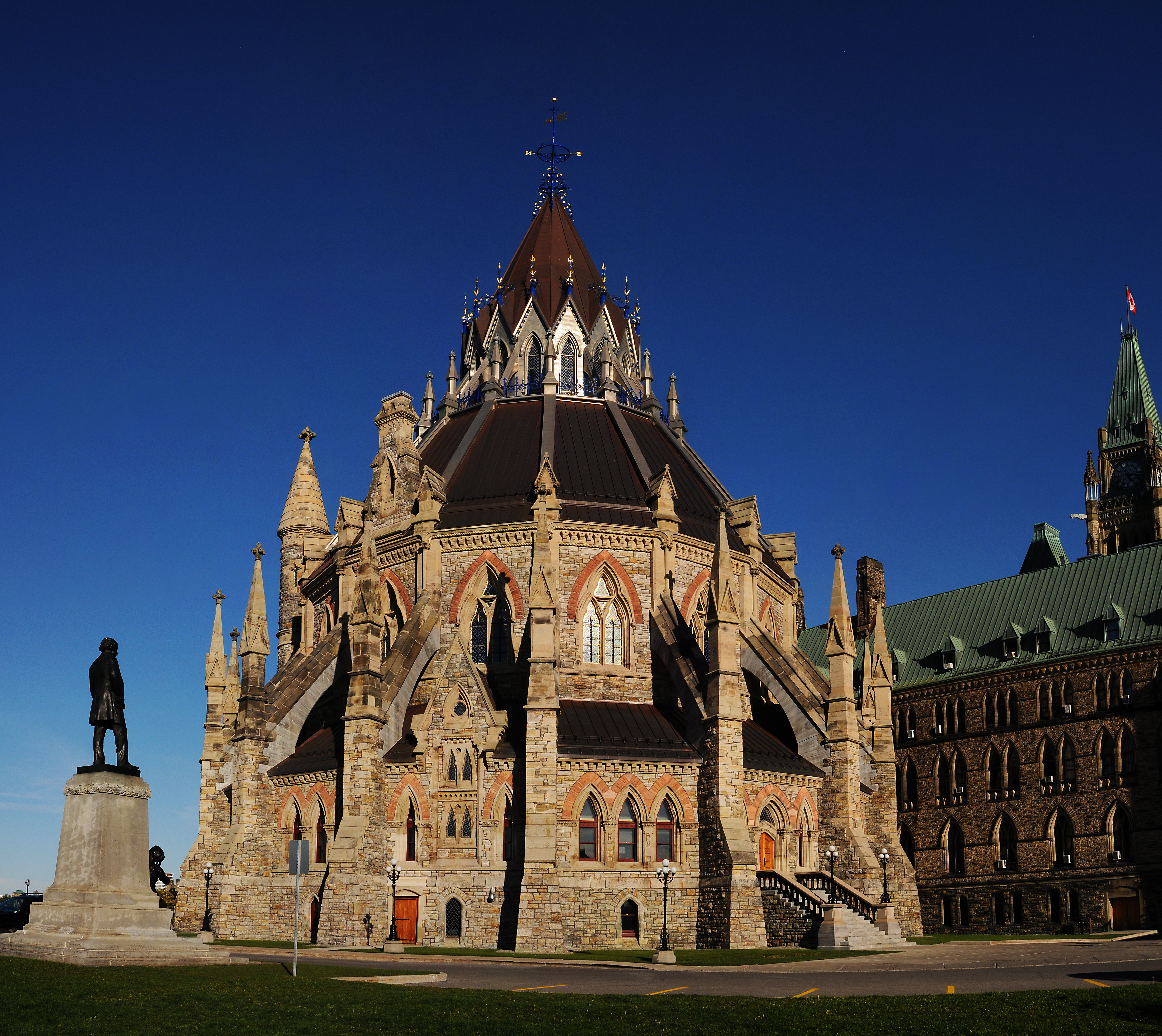
La Biblioteca del Parlamento, situada detrás del Bloque Central. Todos los edificios del Parlamento están diseñados en estilo gótico.

Esta colección es uno de los ejemplos más importantes del mundo del estilo del Renacimiento Gótico; aunque la forma y el diseño de los edificios son indudablemente góticos, no se parecen a ningún edificio construido durante la Edad Media. Las formas eran las mismas, pero su disposición era singularmente moderna. Los edificios del Parlamento también se apartaron de los modelos medievales al integrar una variedad de épocas y estilos de arquitectura gótica, incluyendo elementos de Gran Bretaña, Francia, los Países Bajos e Italia, todo ello en tres edificios. En su Hand Book to the Parliamentary and Departmental Buildings, Canada, de 1867, Joseph Bureau escribió

El estilo de los edificios es el gótico de los siglos XII y XIII, con modificaciones para adaptarse al clima de Canadá. La ornamentación y el revestimiento de las ventanas son de arenisca de Ohio. La superficie lisa está revestida con una arenisca de color crema de la formación de Potsdam, obtenida en Nepean, a pocas millas de Ottawa. Los vanos de los arcos y los espacios entre los arcos de las ventanas y los alféizares de las ventanas superiores están rellenados con una pintoresca descripción de cantería, compuesta de piedras de tamaño, forma y color irregulares, muy bien colocadas unas junto a otras. Estas piedras, junto con la arenisca roja de Potsdam empleada para formar los arcos de las ventanas, ofrecen una agradable variedad de colores y efectos, y contrastan con las masas generales de arenisca de color claro de las que se compone el resto de la obra.

El ornamento escultórico está supervisado por el Escultor del Dominio. Cinco personas han ocupado el cargo desde su creación en 1936: Cléophas Soucy (1936-50), William Oosterhoff (1949-62), Eleanor Milne (1962-93), Maurice Joanisse (1993-2006) y Phil R. White (2006-presente).

## Alteraciones

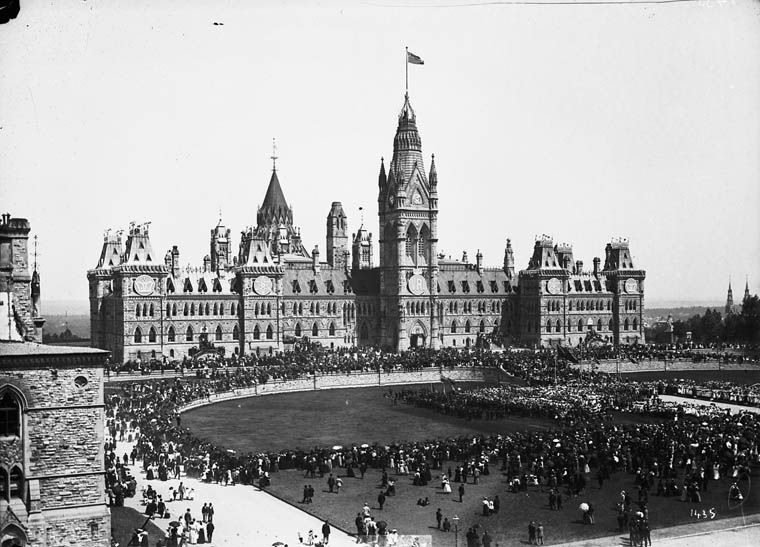
El edificio original del Centre Block en 1897. El edificio fue destruido posteriormente como consecuencia de un incendio en 1916.

El único edificio de la Colina del Parlamento que ha sido demolido intencionadamente es el antiguo edificio de la Corte Suprema, situado detrás del Bloque Oeste y que albergó la Corte Suprema de Canadá entre 1889 y 1945. A lo largo de las décadas de 1950 y 1960 hubo propuestas para demoler otros edificios del recinto parlamentario, como la Biblioteca del Parlamento y el Bloque Oeste para construir nuevas estructuras, y el Bloque Este para construir aparcamientos, pero ninguno de estos planes fue aprobado. En su lugar, se acometieron reformas en el Bloque Este, a partir de 1966.
En 2002 se inició un amplio proyecto de renovación de 1000 millones de dólares en todo el recinto parlamentario, centrándose específicamente en la restauración de la mampostería, la eliminación del amianto, el control de vehículos, el aparcamiento, los sistemas eléctricos y mecánicos y la mejora de las instalaciones para visitantes. Hasta ahora se han terminado la Biblioteca del Parlamento y la Torre de la Paz, así como algunas zonas exteriores de mampostería del Bloque Central, aunque la atención se ha centrado en el Bloque Oeste debido al rápido deterioro de su revestimiento. En 2018, cuando estaba previsto cerrar el bloque central durante diez años para llevar a cabo una amplia restauración y mejora de su interior, se cerró el patio interior del recién renovado bloque oeste y se habilitó una cámara temporal para la Cámara de los Comunes, mientras que el Senado se trasladó temporalmente a la calle Wellington, en el Centro de Conferencias del Gobierno. La restauración del Bloque Este comenzará una vez concluida la restauración del Bloque Central.